# Phyllomedusa bahiana
Espèce
Statut de conservation UICN

 DD  : Données insuffisantes
Phyllomedusa bahiana est une espèce d'amphibiens de la famille des Phyllomedusidae.

## Répartition
Cette espèce est endémique de l'État de Bahia au Brésil. Elle se rencontre de 100 à 900 m d'altitude.

## Taxinomie

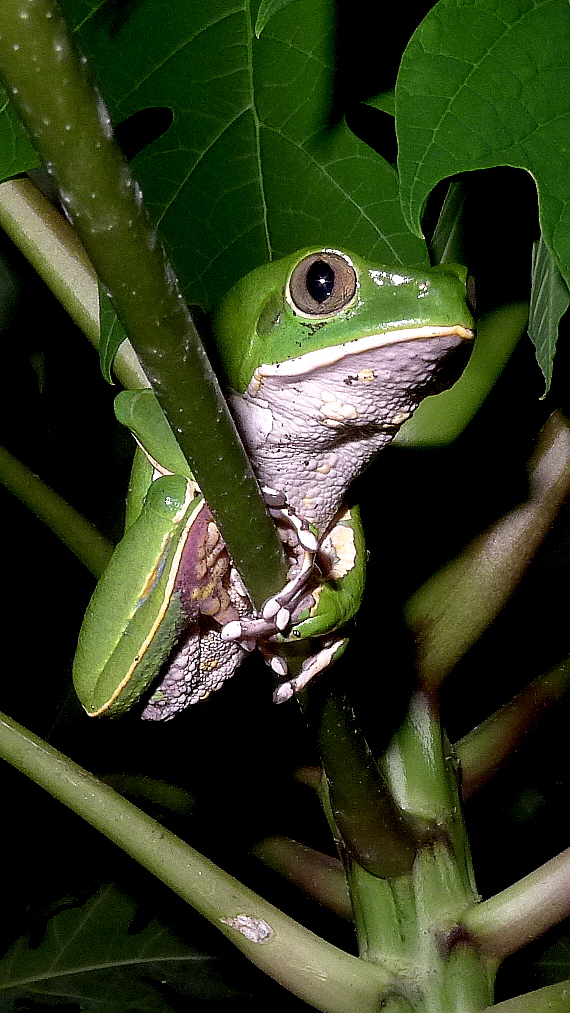
Phyllomedusa bahiana

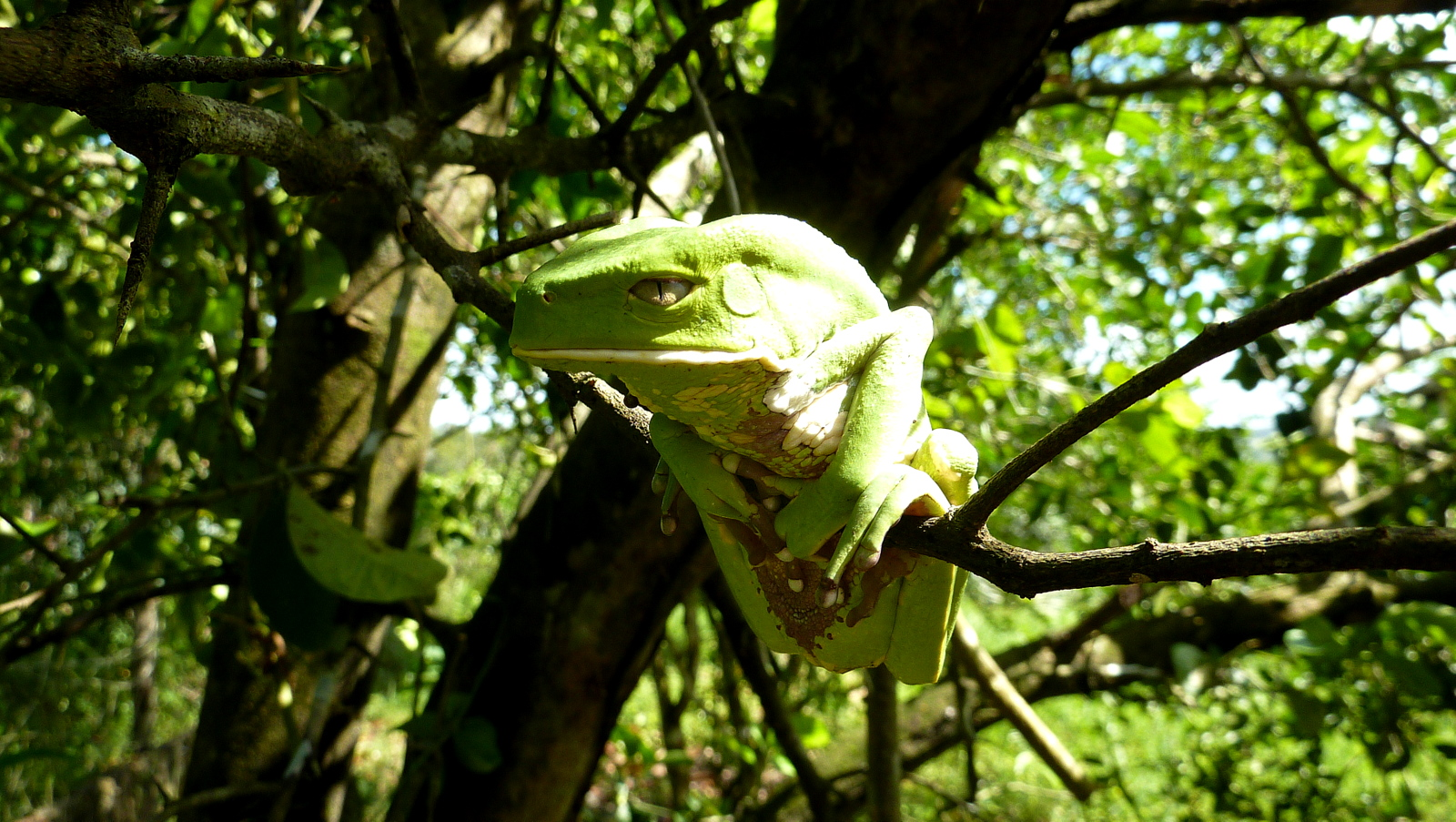
Phyllomedusa bahiana

Elle a été considérée comme une sous-espèce (Phyllomedusa burmeisteri bahiana) de 1966 à 2006.

## Étymologie
Son nom d'espèce lui a été donné en référence à son lieu de découverte, l'État de Bahia.

## Publication originale
- Lutz, 1925 : Batraciens du Brésil. Comptes Rendus Hebdomadaires des Séances et Mémoires de la Société de Biologie et de ses Filiales Paris, vol. 93, p. 137-139.